# Gud-Dinni.K, Manvi
Gud-Dinni.K là một làng thuộc tehsil Manvi, huyện Raichur, bang Karnataka, Ấn Độ.